# Macaduma
Macaduma is een geslacht van vlinders van de familie spinneruilen (Erebidae).

## Soorten
- M. albata Hampson, 1900
- M. aroa Bethune-Baker, 1906
- M. biangulata Holloway, 1979
- M. bipunctata Bethune-Baker, 1904
- M. castanea Hampson, 1911
- M. castaneofusca Rothschild, 1912
- M. castaneogriseata Rothschild, 1912
- M. corvina Felder, 1875
- M. costimacula Bethune-Baker, 1908
- M. cristata Holloway, 1979
- M. feliscaudata Fletcher, 1957
- M. foliacea Rothschild, 1912
- M. fuliginosa Rothschild, 1912
- M. fusca Hampson, 1900
- M. lichenia Rothschild, 1912
- M. macrosema Hampson, 1914
- M. micans Hampson, 1900
- M. montana Robinson, 1975
- M. nigripuncta Hampson, 1900
- M. pallicosta Rothschild, 1912
- M. picroptila Hampson, 1914

- M. postflavida Rothschild, 1916
- M. quercifolia Rothschild, 1912
- M. recurva Rothschild, 1916
- M. reducta Rothschild, 1912
- M. rufa Hampson, 1914
- M. rufoumbrata Rothschild, 1912
- M. samoensis Tams, 1935
- M. sericeoides Rothschild, 1912
- M. sordidescens Rothschild, 1916
- M. striata Robinson, 1975
- M. subfoliacea Rothschild, 1916
- M. tortricella Walker, 1866
- M. tortricoides Rothschild, 1912
- M. toxophora Turner, 1899